# Vibrante múltiple retrofleja sonora
La vibrante múltiple retrofleja sonora es un sonido que se ha informado en Toda y se ha confirmado con mediciones de laboratorio. Peter Ladefoged lo transcribe con el símbolo IPA que normalmente se asocia con la vibrante simple retrofleja , ⟨ ɽ ⟩ . Aunque la lengua comienza en una posición de retroflexión subapical, la vibrante involucra la punta de la lengua y hace que se mueva hacia adelante hasta la cresta alveolar. Por lo tanto, la vibrante múltiple da una coloración retrofleja de vocal anterior, como otras consonantes retroflejas, pero la vibración en sí no es muy diferente de una vibrante múltiple alveolar . Por lo tanto, la transcripción más estrecha ⟨ ɽr ⟩también es apropiado.

## Características
Su modo de articulación es vibrante múltiple, lo que significa que se produce dirigiendo aire sobre un articulador para que vibre.
Su lugar de articulación es retroflejo , lo que prototípicamente significa que está articulado subapical (con la punta de la lengua doblada hacia arriba), pero más generalmente significa que es postalveolar sin palatalizarse . Es decir, además de la articulación subapical prototípica, el contacto de la lengua puede ser apical (puntiagudo) o laminar (plano).
Su fonación es sonora, lo que significa que se produce con vibraciones de las cuerdas vocales.
Es una consonante oral , lo que significa que el aire solo puede escapar por la boca.
Es una consonante central , lo que significa que se produce al dirigir la corriente de aire a lo largo del centro de la lengua, en lugar de hacia los lados.
El mecanismo de la corriente de aire es pulmonar , lo que significa que se articula empujando el aire únicamente con los músculos intercostales y el diafragma , como en la mayoría de los sonidos.

## Ocurre en
Wahgi tiene un alófono de una vibrante múltiple similar en su solapa lateral, [𝼈̥r̥] , pero es sorda.
Wintu y Lardil son otros idiomas con una vibrante múltiple (apico-)retrofleja informado donde el vértice de la lengua "se acerca" al paladar duro, pero no es subapical, a diferencia de Toda. La vibrante múltiple tiene un alófono de solapa retroflejo que se produce entre las vocales.
| idioma     | idioma                                             | Palabra         | AFI                 | Significado              | Notas |
| ---------- | -------------------------------------------------- | --------------- | ------------------- | ------------------------ | --- |
| neerlandés | Dialecto de la provincia de Brabante Septentrional | riem            | [ɽrim]              | 'cinturón'               | una variante rara de /r/, que ocurre casi exclusivamente como palabra inicial. La realización de /r/ varía considerablemente entre los dialectos |
| neerlandés | Dialecto de la Provincia de Holanda Septentrional  | riem            | [ɽrim]              | 'cinturón'               | una variante rara de /r/, que ocurre casi exclusivamente como palabra inicial. La realización de /r/ varía considerablemente entre los dialectos |
| Toda       | Toda                                               | [kaɽr]          | [kaɽr]              | 'corrar para terneros'   | Subapical. Toda contrasta las vibrantes múltiples alveolares y retroflejas, frontales lisos y palatalizados.                                     |
| Wintu      | Wintu                                              | boloy nor-toror | [boloj noɽr toɽoɽr] | '(cresta de un sendero)' | Apico-postalveolar. Ocurre cuando la [ɽ] esta entre vocales.                                                                                     |